# Ван Нес авеню (Сан Франциско)
Ван Нес авеню наричано понякога и само Ван Нес (на английски: Van Ness Avenue, Van Ness) e основно авеню в Сан Франциско, Калифорния. Ван Нес авеню преминава през по-голямата част на Сан Франциско и е със северно-южна насоченост. Започва насевер от Макдауъл авеню (MacDowell Avenue) при Форт Мейсън на Санфранциския залив и завършва на юг при ул. „Сизър Шавез“ (Cesar Chavez St.) в кв. „Мишън“. На юг от ул. „Маркет“ започва да се нарича Южно Ван Нес авеню (South Van Ness Avenue).
Някои културни и административни забележителности на Сан Франциско са разположени или прилежащи на Ван Нес като Сградата на градската управа в „Сивик сентър“, Санфранциската опера (San Francisco Opera) и Санфранциският симфоничен оркестър (San Francisco Symphony). Ван Нес също е известен и с няколкото луксозни автомобилни магазина на него като например този на Ягуар.
Някои квартали през които преминава Ван Нес са „Сивик сентър“ и „Мишън“.
На две преки от Ван Нес авеню назапад в кв. „Пасифик Хайтс“ се намира и Лафайет парк.